# Monica 560
Der Monica 560 war ein französischer Sportwagen, der zwischen 1967 und 1975 in wenigen Exemplaren hergestellt wurde. Das Auto ist ein ausgesprochener Exot, um den sich zahlreiche Mythen ranken. 

## Das Projekt
Initiator des Projekts war der französische Industrielle Jean Tastevin, der Leiter oder – nach anderen Quellen – Inhaber des Unternehmens Compagnie Française de Matériel Ferroviaire (C.F.M.F.) war, eines Betriebes aus Balbigny, der erfolgreich Eisenbahnwagen herstellte. Nach einem Treffen mit dem britischen Motorentuner und Rennfahrer Chris Lawrence entwickelte Tastevin 1967 die Idee, mit einem eigenen Fahrzeug ins Automobilgeschäft einzusteigen. Lawrence sollte anfänglich nur den Motor entwickeln; etwas später konnte er Tastevin dazu bewegen, ihm die Entwicklung des gesamten Autos zu überantworten.
Das Konzept des Fahrzeugs wie auch sein Styling waren im Laufe seiner Entwicklung zahlreichen Änderungen unterworfen. Tastevin dachte ursprünglich an einen kleinen, kompakten Sportwagen mit britischem Motor, etwa in der Art, wie Ligier ihn ab 1970 mit seinem Modell JS2 realisierte. Lawrences Arbeit ging indes schon frühzeitig in die Richtung einer großen, schweren Sportlimousine, die die Verwendung eines kraftvollen Aggregats notwendig machte. Tastevin schloss sich dieser Überlegung letztlich an; einige britische Quellen berichten, dass er sein Auto nunmehr in der Tradition der kurz zuvor gescheiterten Marke Facel Vega sah.

## Die Prototypen

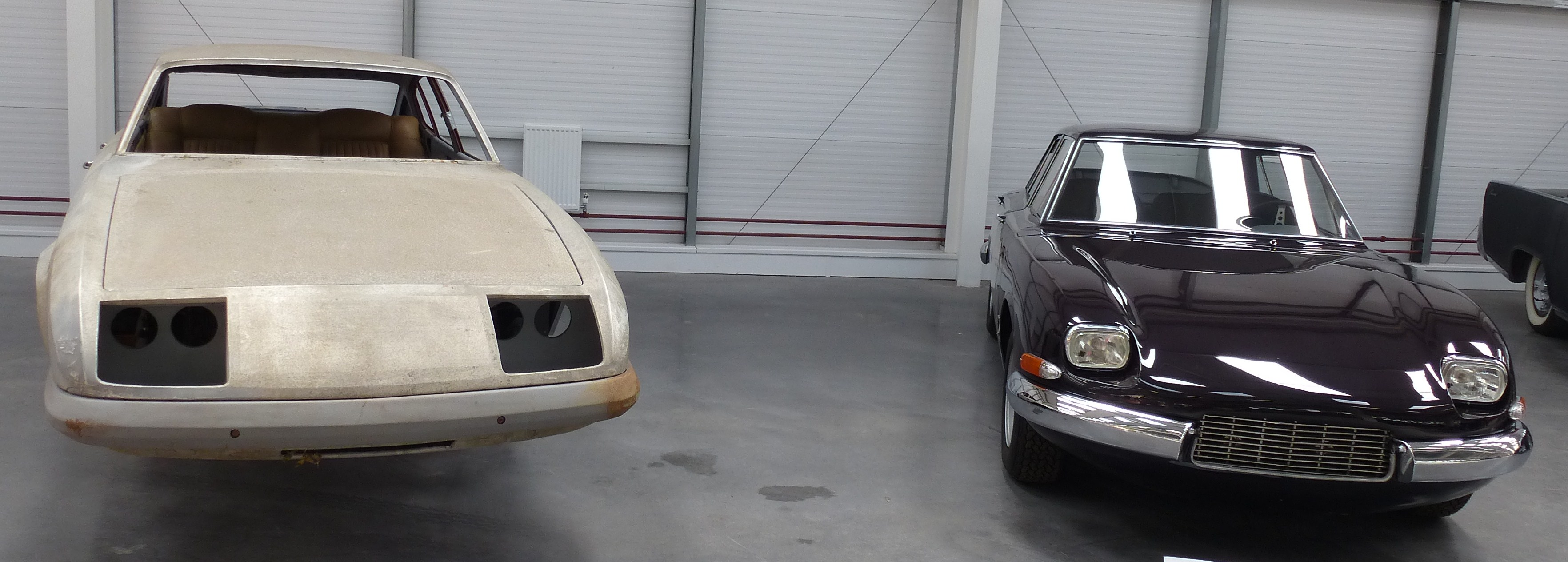
Zwei Prototypen: Rechts ein frühes Fahrzeug und links ein später Entwurf, der nicht fertiggestellt wurde

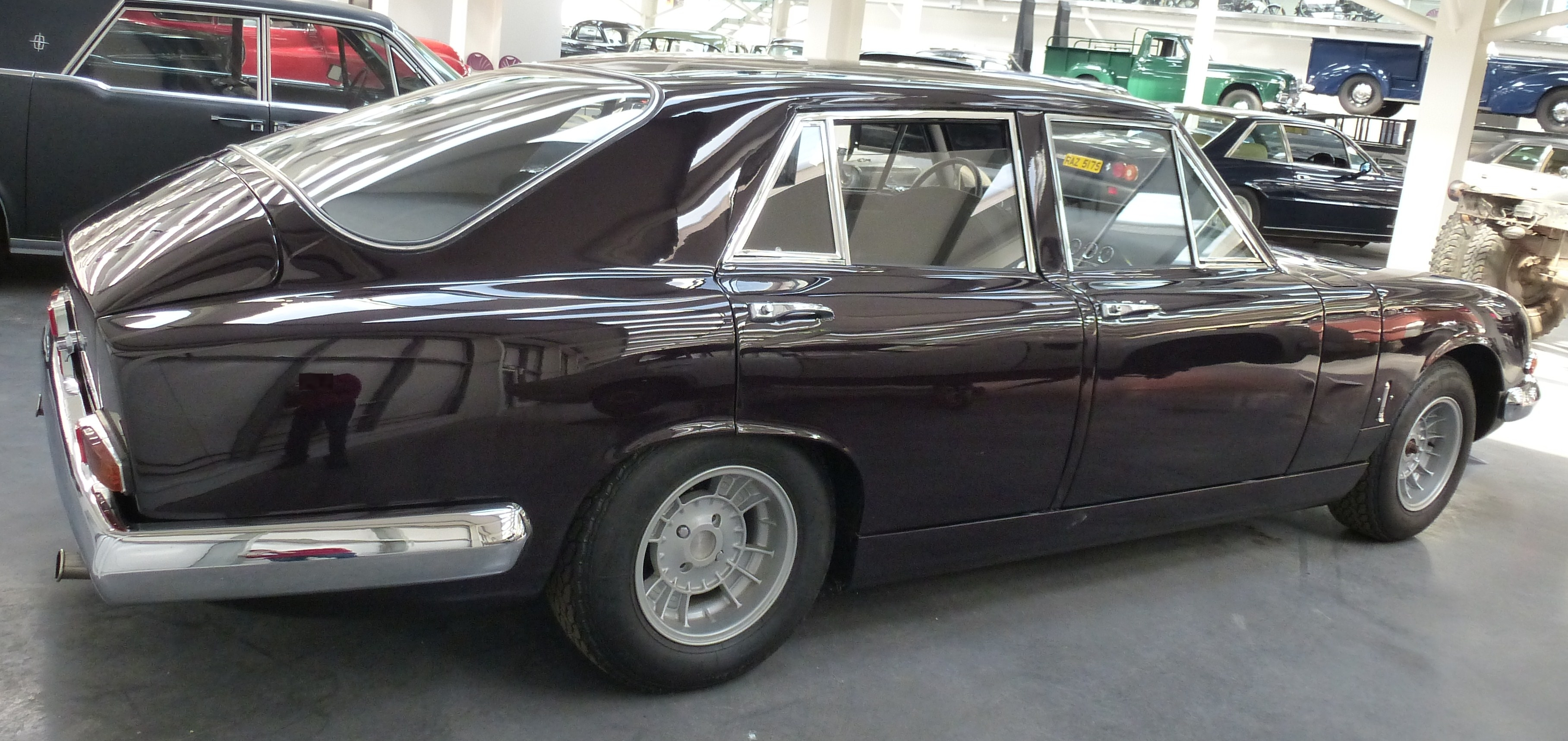
Prototyp Nr. 1 von 1968

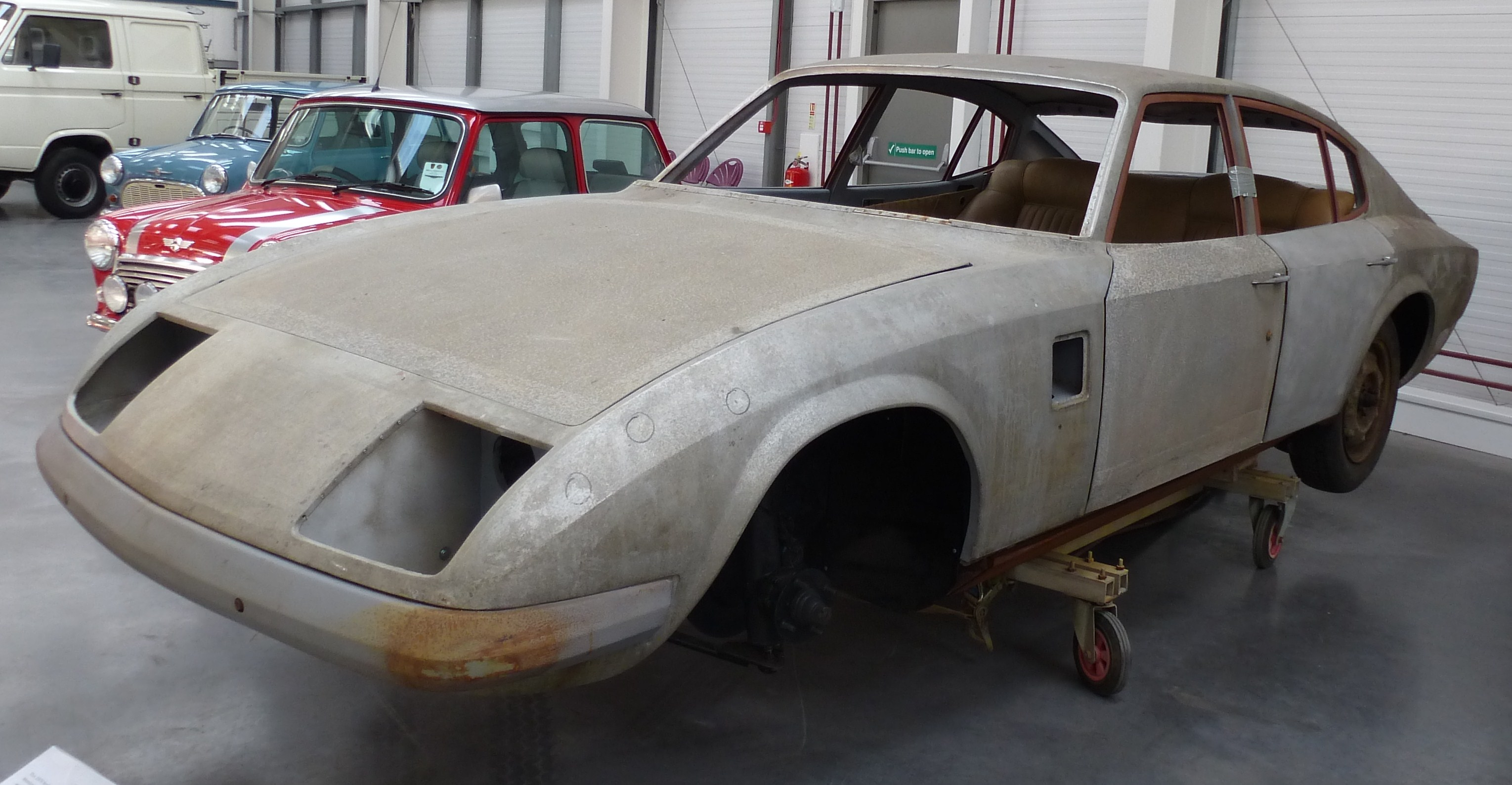
Prototyp Nr. 22 von 1970

1968 entstand ein erster Prototyp, der in Lawrences Unternehmen Lawrencetune hergestellt wurde. Als Motor war anfänglich ein von Lawrence getunter Vierzylinder vom Triumph TR4 vorgesehen; das Triebwerk erwies sich allerdings nicht als geeignet. Das Design war unspektakulär; auf den wenigen verfügbaren Bildern ist eine unharmonische, kaum Aufsehen erregende Karosserie zu sehen. Tastevin war davon nicht überzeugt und gab ein neues Design in Auftrag. 
Ein zweiter, ähnlich gestalteter Wagen wurde bei Williams & Pritchard in London hergestellt, ein dritter Prototyp entstand bei Vignale in Turin. Bei diesen Modellen war die Motorhaube bereits – wie bei den späteren Serienmodellen – abfallend gestaltet; allerdings waren die Kotflügel herausgehoben und trugen viereckige Scheinwerfer vom Panhard CD. Der Wagen hatte breite, zweiteilige Stoßfänger, die verchromt waren und einen kleinen, grob vergitterten Kühlergrill im Stil des Jaguar E-Type umrahmten.
Zwischen 1969 und 1972 entstand eine Reihe weiterer Prototypen, die sich teilweise erheblich voneinander unterschieden. Tastevin legte Wert auf eine sportliche, attraktive Karosserie. Für ihr Design wurden der Franzose Robert Collinée und der Rumäne Tony Rascanu verpflichtet. Sie entwarfen – in mehreren Zwischenschritten – eine gestreckte, viertürige Karosserie mit Fließheck und abfallender Frontpartie. Fünf dieser Prototypen baute der britische Karosseriehersteller Airflow Streamlines in Northampton.
Als Antrieb war ab 1968 statt des Triumph-Triebwerks ein eigens entwickeltes Aggregat vorgesehen. Tastevin hatte auf Lawrences Initiative hin den britischen Ingenieur Ted Martin mit der Entwicklung eines Achtzylinders beauftragt. Das Triebwerk hatte anfänglich einen Hubraum von 3,0 Litern. Es war von einem Rennsportmotor abgeleitet und erwies sich bald als unzuverlässig und unkultiviert; darüber hinaus konnte es nicht mit einem Automatikgetriebe kombiniert werden. Einige Prototypen wurden in den Jahren 1970 bis 1972 mit diesem Triebwerk getestet, ohne Schwierigkeiten mit dem Motor einigermaßen beheben zu können. Als die Zuverlässigkeitsmängel offensichtlich wurden, erhöhte Martin 1972 den Hubraum auf 3,4 Liter. Auch diese Version wurde in einigen Prototypen getestet.
Der mit dem vergrößerten Martin-Achtzylinder ausgestattete Wagen wurde als Monica 340 erstmals Ende 1972 auf dem Pariser Autosalon öffentlich gezeigt. Die Karosserie des hellblau lackierten Fahrzeugs entsprach bereits weitestgehend dem späteren Serienmodell, allerdings ging das Fahrzeug letztlich nicht mit dem Martin-Achtzylinder in Produktion. Denn bei den letzten Testfahrten erwies sich der Motor auch mit vergrößertem Hubraum als unkultiviert und nicht dem Anspruch des Wagens angemessen. Im Winter 1972/1973 gab Tastevin daraufhin das eigene Motorenprojekt auf und sah sich nach einer anderen Antriebsquelle um. Zunächst wurde versucht, Rolls-Royce-Triebwerke zu beziehen; diese Idee scheiterte allerdings früh auf britischer Seite. Letztlich wählte Tastevin das Triebwerk, das viele potentielle Konkurrenten verwendeten und das sich – in unterschiedlichen Ausbaustufen – über viele Jahre als zuverlässig erwiesen hatte: einen amerikanischen Achtzylinder von Chrysler.
Zwischen 1967 und 1973 entstanden insgesamt 25 Prototypen, zwei davon mit Chrysler-Motoren.

## Das Produktionsmodell

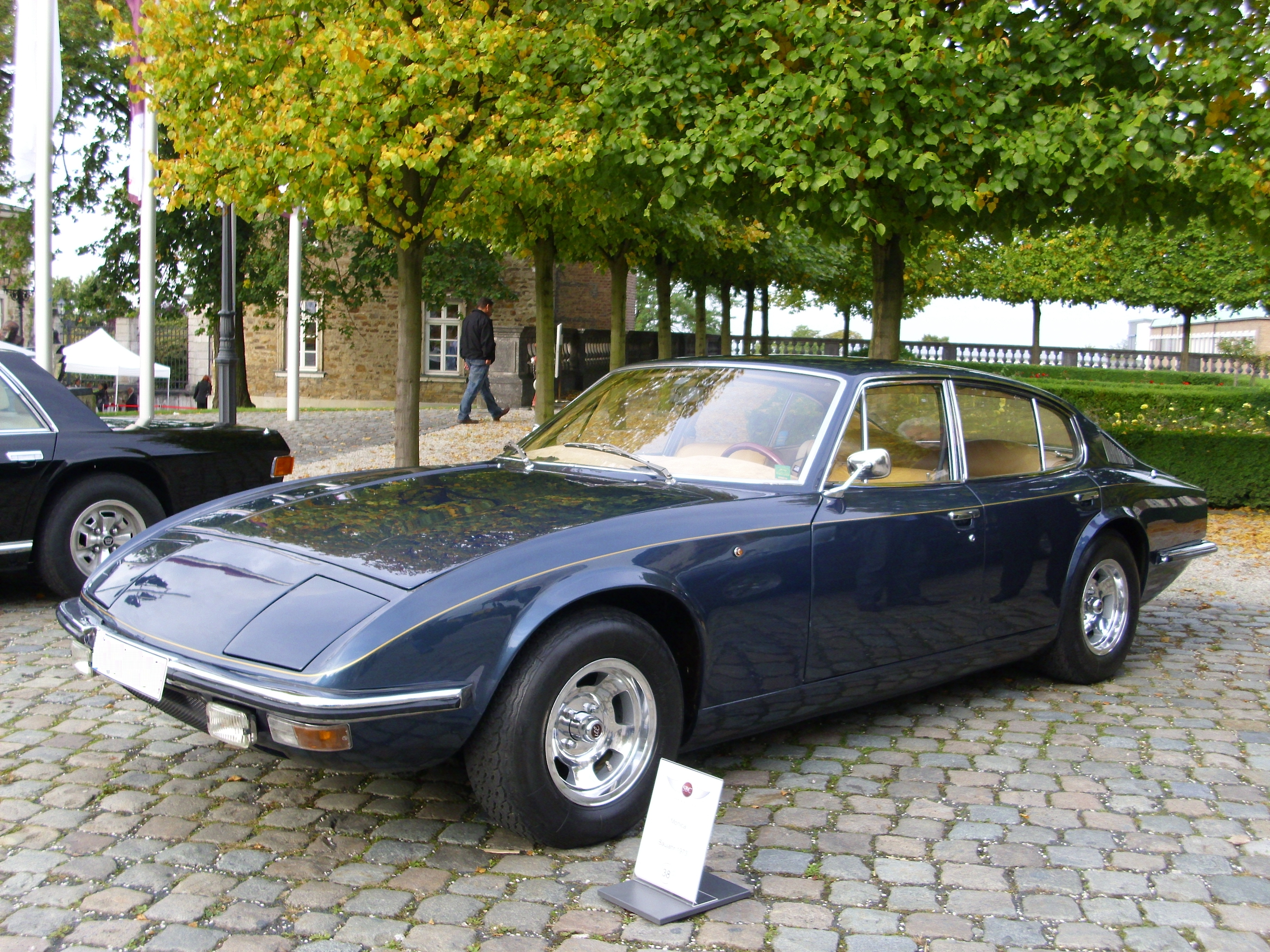
Monica 560 (Serienmodell)

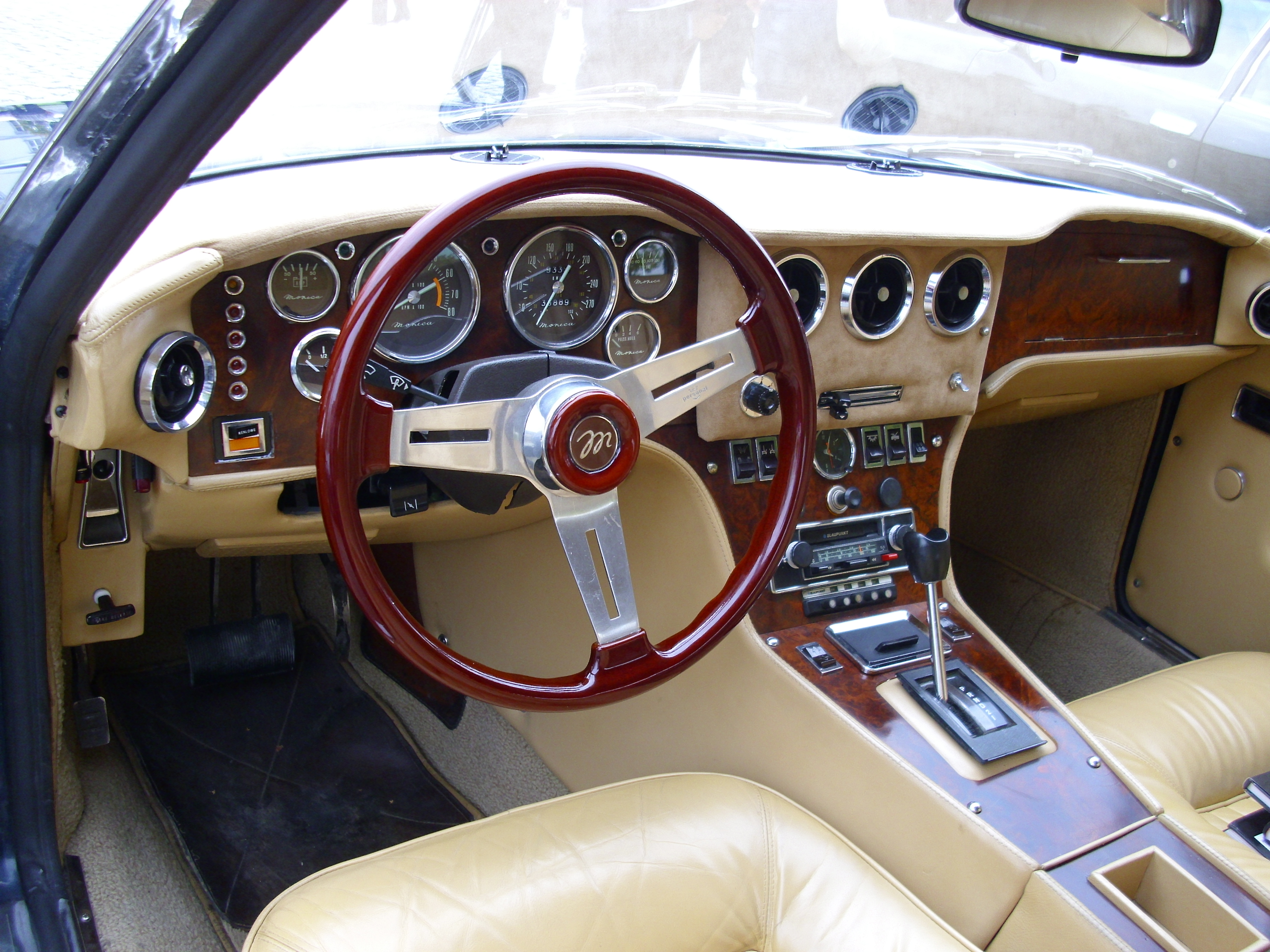
Interieur des Serienmodells

Das Serienmodell wurde auf dem Genfer Auto-Salon im März 1973 als „Monica 560“ vorgestellt. Die Bezeichnung des Wagens leitete sich von dem Namen der Ehefrau Tastevins, Monique, ab, die Zahl weist auf den Hubraum des Motors hin.
Die Karosserie des Serienmodells zeigte viele unterschiedliche Elemente, die nicht immer gut miteinander harmonierten. Es handelte sich um eine viertürige Limousine mit abfallender Frontpartie, an der Klappscheinwerfer installiert waren, und einem langgezogenen Fließheck. Die Frontpartie ähnelte aus verschiedenen Perspektiven dem Maserati Indy und dem Lotus Elan +2 (Type 50) und trug keinen auffallenden Kühlergrill. Der Lauf der Dachlinie kopierte den Aston Martin DBS, und die Gestaltung der hinteren Türrahmen nahm Anleihen beim Jaguar Mark II (und seinen großen Ablegern S-Type und 420). Die Gürtellinie war leicht geschwungen wie bei der amerikanischen Coke-Bottle-Linie.
Technisch war der Monica 560 auf dem Niveau der Zeit. Außer dem soliden Chrysler-Motor mit einem Hubraum von 5,6 Litern und angeblich 285 PS hatte das Auto eine De-Dion-Achse, vier Scheibenbremsen von Lockheed und Girling, ferner eine automatische Niveauregulierung und einen Gitterrahmen. Als Kraftübertragung diente entweder ein handgeschaltetes Fünfganggetriebe von ZF oder eine Torqueflite-Automatik von Chrysler. Der Innenraum war mit Leder ausgeschlagen, und das Armaturenbrett trug eine Holzverkleidung. Eine besondere Idee waren versenkte Türgriffe, die bei Berührung elektrisch ausklappten und sodann benutzbar waren. Ein Verkaufsprospekt von 1974 gab die Höchstgeschwindigkeit des Wagens mit 240 km/h an, den stehenden Kilometer sollte das Auto in 27,5 Sekunden bewältigen.

## Die Aufnahme der Produktion und frühes Scheitern
Der Monica wurde in Balbigny in den Hallen der C.F.P.M. produziert. Tastevin hatte zunächst versucht, die Karosserie in Großbritannien bei Jensen herstellen zu lassen. Die Verhandlungen wurden aber angesichts sehr unterschiedlicher finanzieller Vorstellungen und der wirtschaftlichen Schwierigkeiten Jensens ergebnislos abgebrochen. Tastevin musste letzten Endes selbst die erforderlichen Presswerkzeuge beschaffen.
Die Produktion in Balbigny lief nur schleppend an. Tatsächlich konnte der Verkauf erst Anfang 1974 beginnen. Bis 1975 entstanden weniger als zehn „Serien“-Modelle des Monica, die sich in Details voneinander unterschieden. Der Kaufpreis wurde mit 14.000 £ angegeben, ein Wert, der den Monica in der Region eines Lamborghini Espada ansiedelte. Die meisten Quellen gehen heute davon aus, dass in Balbigny insgesamt acht Fahrzeuge für den Verkauf hergestellt wurden, bevor Tastevin Anfang 1975 die Produktion des Monica einstellte.
Das Scheitern des Projekts Monica hatte viele Gründe. Das Auto war sehr teuer, ohne das in diesen Preisregionen notwendige Image zu bieten. Der Name Monica war in einer Welt, die von Ferrari, Maserati oder Aston Martin bestimmt wurde, schlicht unbekannt und hatte keine Ausstrahlung. Hinzu kam, dass die Präsentation des Wagens in die Zeit der Ölkrise fiel, in der das Interesse an schweren, teuren und verbrauchsstarken Sportwagen nachließ. In einer Zeit, in der auch etablierte Marken wie Jensen und Iso Rivolta die Segel streichen mussten, hatte eine neue, unbekannte Luxusmarke kaum Platz.
Jean Tastevin überstand seinen Ausflug in die Automobilwelt unbeschadet. Sein florierendes Unternehmen C.F.P.M. fing die Verluste auf. Im Übrigen gelang es ihm, durch den Verkauf des Projekts noch etwas Geld zu verdienen.

## Versuch der Wiederbelebung
Kurz nach dem Ende des Monica-Projekts übernahm das britische Unternehmen Panther Westwinds die Produktionsrechte und auch die Werkzeuge von C.F.P.M. Der Gründer des Replica-Herstellers, Robert Jankel, versuchte Anfang 1976, die Produktion des Monica in Großbritannien wieder aufzunehmen; eine britische Quelle berichtet, es sei dabei an eine Ausrüstung des Wagens mit einem Zwölfzylinder-V-Motor von Jaguar gedacht worden. Daraus wurde letztlich nichts. Soweit bekannt, stellte Panther nicht ein einziges Exemplar des Monica her.

## Monica heute
Heute sind noch sechs Monica bekannt; von fünf Wagen kennt man den Standort: zwei Wagen stehen in Großbritannien, einer in Deutschland, einer in den Niederlanden und einer in Los Angeles. Die Wagen haben insbesondere in Großbritannien gewisse Bekanntheit; in britischen Publikationen tauchen immer wieder Berichte über den Monica auf.
Ein deutscher Sammler präsentierte sein blaues Fahrzeug 2010 beim Concours d’Elegance beim Schloss Bensberg.
Ein rotes Fahrzeug mit dem britischen Kennzeichen 999 KUM nahm 2015 an der Baiersbronn Classic teil. Dieses Fahrzeug wurde 2011 für 55.000 Pfund versteigert. Auto Bild Klassik unternahm 2019 einen Vergleichstest mit diesem Fahrzeug und berichtete in einer ihrer Ausgaben darüber.
Am 7. November 2015 versteigerte das französische Auktionshaus Aguttes einen blauen Monica von 1975 für 120.000 Euro.
Im Juni 2023 wurde das Fahrzeug mit dem britischen Kennzeichen BUC 4 H aus der Palmen-Collection für 155.000 Euro versteigert.

## Konkurrenten
- Citroën SM Opera, eine in wenigen Exemplaren von Chapron hergestellte viertürige Limousine auf Basis des Citroën SM.
- De Tomaso Deauville
- Iso Fidia
- Aston Martin Lagonda Series 1, eine verlängerte viertürige Version des Aston Martin V8, die in sieben Exemplaren hergestellt wurde
- Maserati Quattroporte
- Monteverdi High Speed 375/4
- Rolls-Royce Silver Shadow und Bentley T1

## Galerie

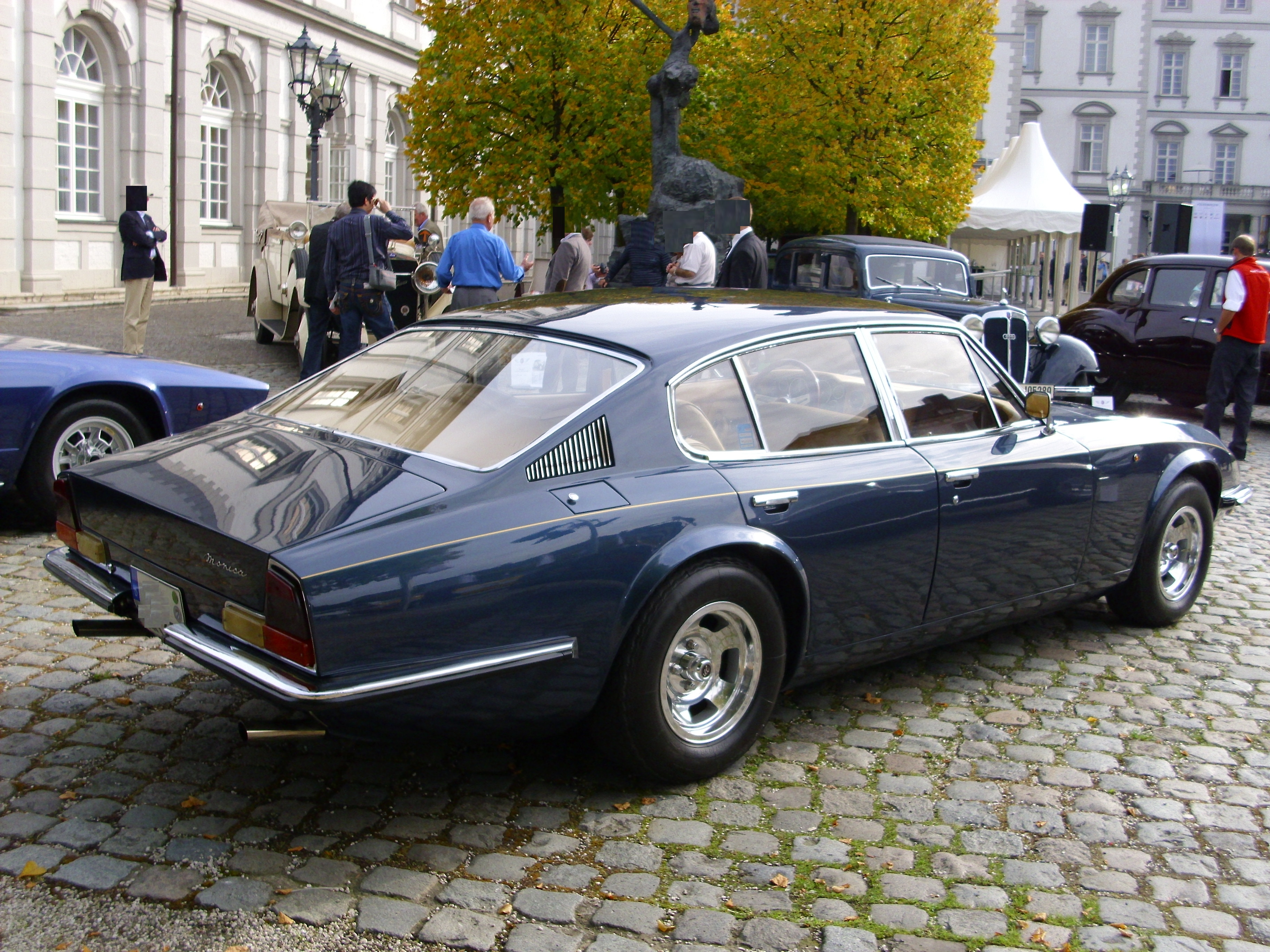
Schräg von hinten
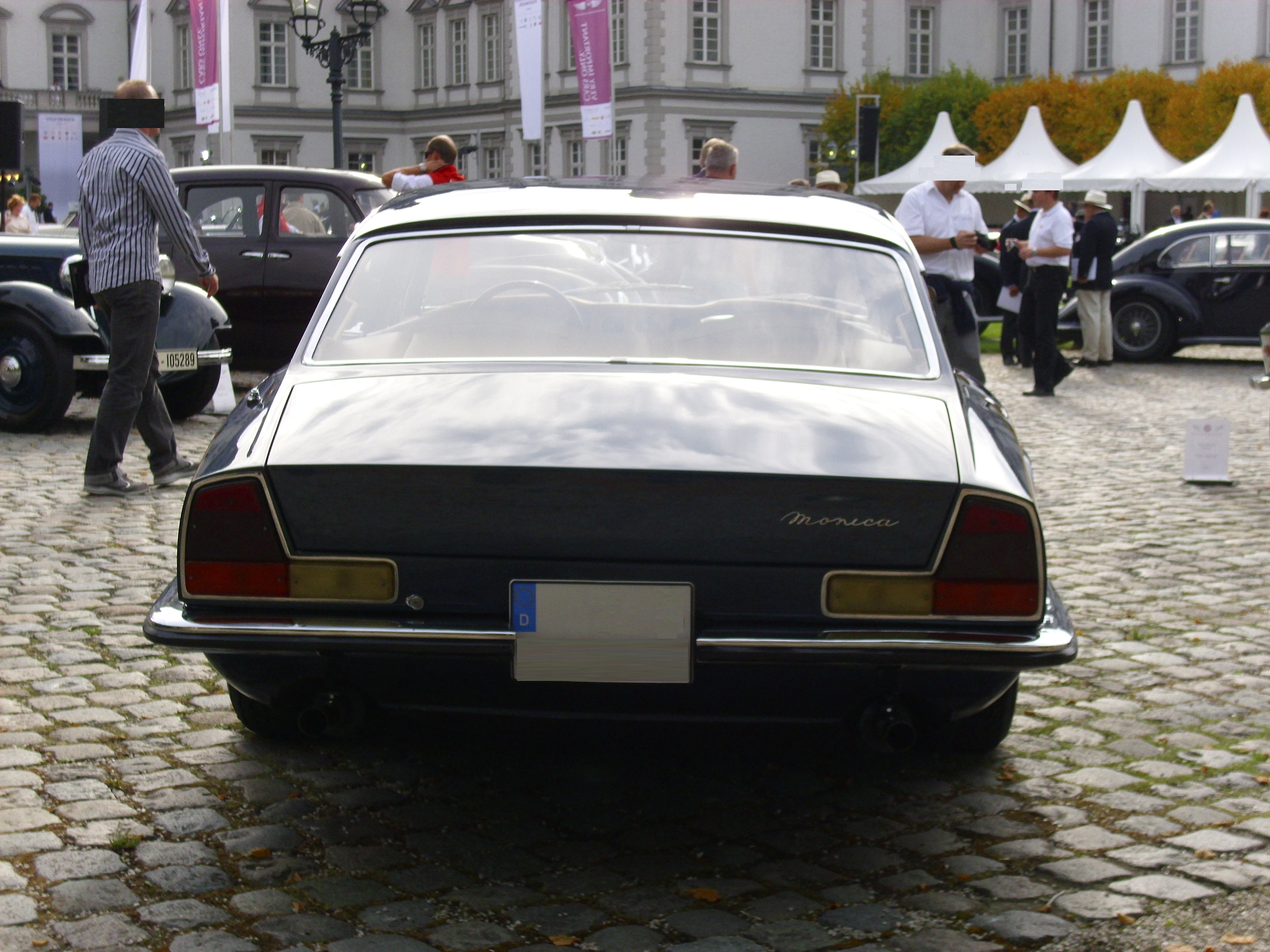
Heck
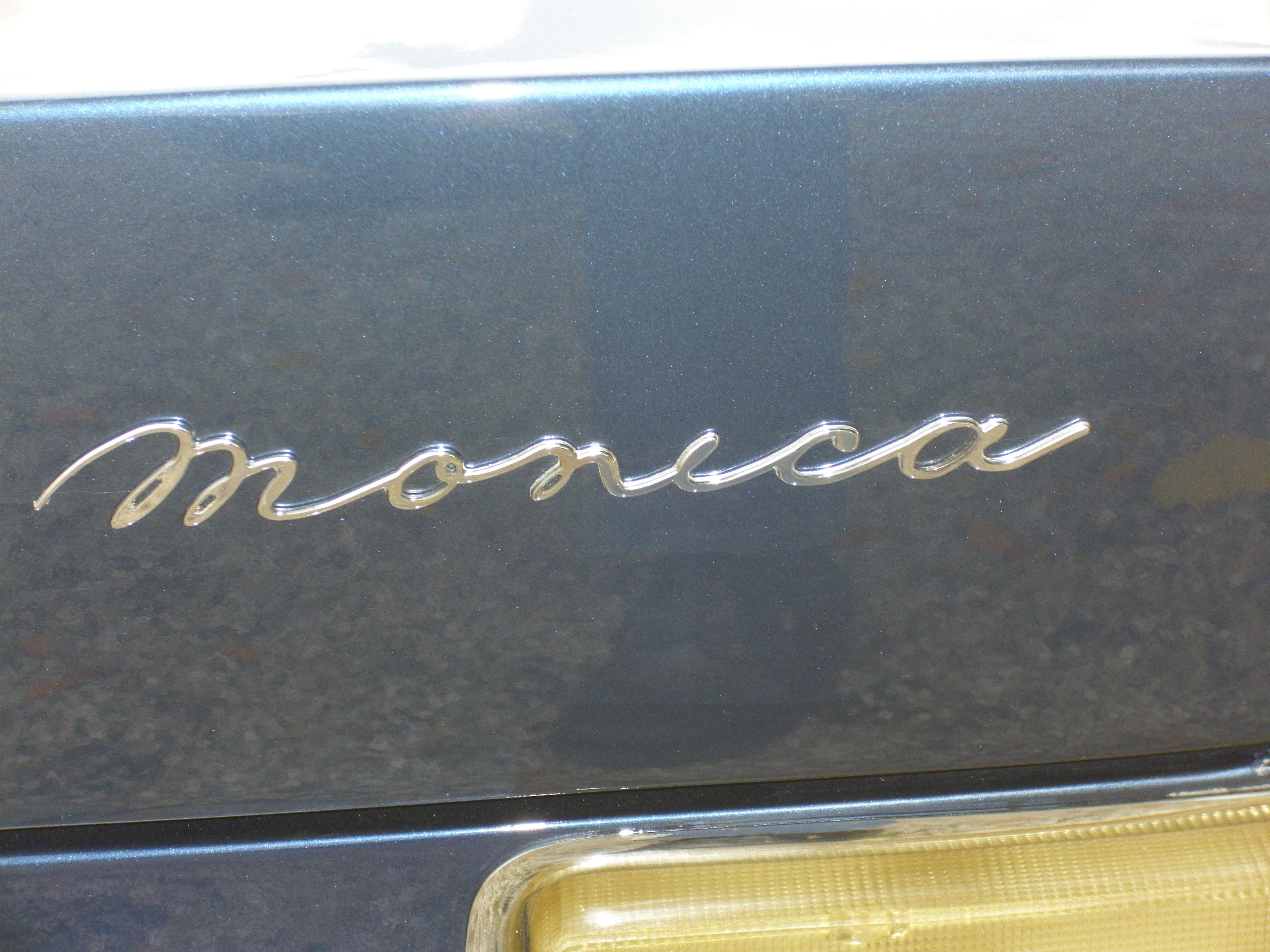
Schriftzug am Heck
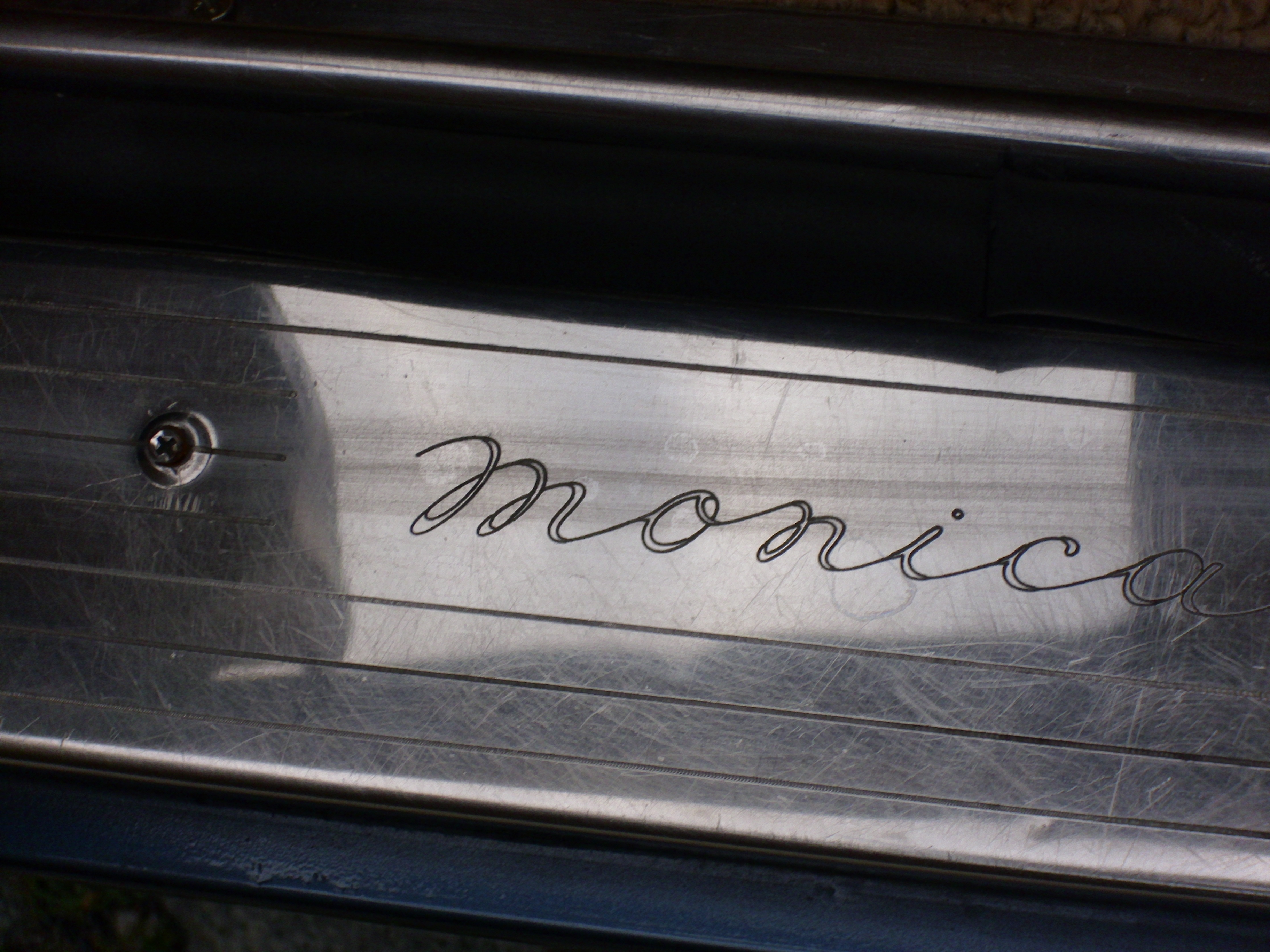
Schriftzug im Türausschnitt